# بيدرو الفاريز ماريو
بيدرو الفاريز ماريو (بالإسبانية: Pedro Hernández Martínez)‏ (2 أكتوبر 1978 بمدريد في إسبانيا - ) هو لاعب كرة قدم إسباني في مركز الدفاع. لعب مع أتلتيكو مدريد ب وسيوداد دي مورسيا ونادي ألباسيتي ونادي ديبورتيفو طليطلة ونادي كاستييون ونادي ليغانيس وأتلتيكو مدريد ج.

## وصلات خارجية
- بيدرو الفاريز ماريو على موقع قاعدة بيانات كرة القدم.إي يو (الإنجليزية)
- بيدرو الفاريز ماريو على موقع Soccerway.com (الإنجليزية)